# جوني كوثبرت
جوني كوثبرت (بالإنجليزية: Johnny Cuthbert)‏ مواليد 09 يوليو 1904 في شفيلد - الوفاة 29 أغسطس 1987، كان ملاكم محترف بريطاني صنّف ضمن فئة وزن الريشة.

## إحصائيات
خاض خلال مسيرته 175 نزالا، فاز في 124 وتعادل في 17 وخسر في 34. فاز بالضربة القاضية في 37 نزالا.

## روابط خارجية
- جوني كوثبرت على موقع بوكس ريك (الإنجليزية) (registration required)